# Alexandru Karikas
Alexandru Karikas (* 10. Mai 1931 in Satu Mare; † 14. April 2007) war ein rumänischer Fußballspieler. Er bestritt insgesamt 222 Spiele in der Divizia A. Im Jahr 1953 gewann er mit CCA Bukarest die rumänische Meisterschaft.

## Karriere

### Verein
Karikas spielte in der Saison 1953 für CA Câmpulung Moldovenesc in der Divizia A, als der Klub zur Mitte der Saison aufgelöst wurde. Er schloss sich daraufhin CCA Bukarest an, mit dem er am Saisonende die Meisterschaft gewinnen konnte. Nach zwei Jahren als Stammkraft im Team CCAs wechselte Anfang 1956 zu Progresul Oradea, wo er den rumänischen Pokal gewinnen konnte. Anfang 1957 heuerte er bei Progresul Bukarest an. Mit Progresul ließ er zwei weitere Pokalerfolge folgen, ehe er im Jahr 1964 seine Laufbahn beendete.

### Nationalmannschaft
Karikas kam fünfmal für die rumänische Nationalmannschaft zum Einsatz. Er debütierte am 14. September 1958 gegen die Fußballnationalmannschaft der DDR unter Nationaltrainer Gheorghe Popescu. Karikas kam in allen fünf offiziellen Länderspielen der Jahre 1958 und 1959 zum Einsatz, darunter die beiden Qualifikationsspiele zur Europameisterschaft 1960 gegen die Türkei. Am 30. September 1959 kam er gegen Polen letztmals zum Zuge.

## Erfolge
- Rumänischer Meister: 1953
- Rumänischer Pokalsieger: 1955, 1956, 1958, 1960